# Càrcinos
|  | Per a altres significats, vegeu «Càrcinos (desambiguació)». |

En la mitologia grega, Càrcinos (en grec antic: Καρκίνος), sovint també conegut pel seu nom en llatí, Càncer, o per la seva traducció, el Cranc, és un cranc gegant que habitava a la llacuna de Lerna. És un personatge secundari en els dotze treballs d'Hèracles, a qui, per ordre d'Hera, ataca mentre lluita contra l'Hidra de Lerna, com a recompensa per aquesta acció, Hera el converteix en la Constel·lació del Cranc.
Com que no és un element principal del mite, no sempre apareix en les versions que han arribat fins a l'actualitat; no obstant això, clàssics mitògrafs, astrònoms, historiadors o filòsofs com Plató, Pseudo-Eratòstenes, Pseudo-Apol·lodor i Higí esmenten en els seus textos al personatge.
Una de les interpretacions més habituals del mite l'associa amb una batalla del segle xxii aC al Peloponnès, que va ocasionar la destrucció de Lerna (d'influència minoica) per pobles pre-micènics.

En l'art, Càrcinos acostuma a aparèixer representat com a detall del mite de l'Hidra o com a imatge del signe del zodíac i la constel·lació als quals dona l'esmentat nom.

## Etimologia
El nom de Càrcinos és una transliteració del mot grec Καρκίνος, que vol dir literalment 'cranc'. És per això que, segons la versió i traducció del mite, apareix referit el personatge amb el seu nom propi original si no únicament com un cranc gegant, el cranc o Càncer.
«Càncer» és la traducció al llatí, testimoniada en Aulus Corneli Cels i recollida a la seva obra De arte medica o De Medicina. El terme grec s'usava des d'Hipòcrates (460 aC-370 aC) per denominar certs tipus de tumors,
 per la semblança que el metge grec va observar entre les lesions i la forma d'un cranc. Cels va continuar utilitzant l'analogia i va introduir el terme que ha perdurat fins a l'actualitat per a denominar a aquest conjunt de malalties.
En grec modern, el terme καρκίνος continua de ser utilitzada per diverses de les accepcions del vocable càncer. Altres mots com carcinoma (també utilitzat per Hipòcrates), carcinogen o carcinologia comparteixen l'arrel grega original, en referència tant als crustacis com a la malaltia.

## Paper a la mitologia
Nota: a continuació s'exposa una versió resumida del context mitològic; a més, cal tenir en compte l'existència de diverses variants per a molts dels mites, segons l'obra que es consulti.

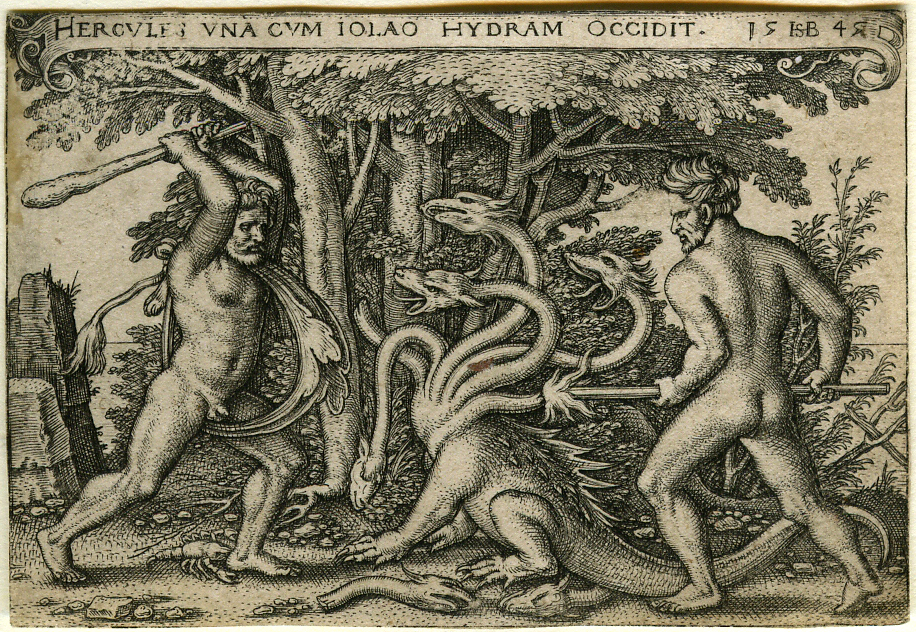
Gravat de Hans Sebald Beham.

Zeus, rei dels déus olímpics, va jeure amb la mortal Alcmena i va engendrar Hèracles. L'esposa de Zeus, la deessa Hera, gelosa per la infidelitat del seu consort, va bolcar el seu despit sobre el nen i va intentar causar-li la mort o sofriment en diverses ocasions al llarg de la seva vida.
Hèracles va arribar a l'edat adulta i es va casar amb la princesa Mègara, amb qui va tenir diversos fills. Hera va provocar un atac de bogeria a Hèracles, durant el qual el jove grec va assassinar la seva dona i fills. La sibil·la de l'oracle de Delfos va encomanar com a penitència la realització dels deu treballs que li ordenés el seu cosí Euristeu, rei de l'Argòlida.
Aquests deu treballs més dos d'addicionals, en considerar Euristeu invàlids dos dels inicials per no completar-se sense ajuda, van formar els denominats els dotze treballs d'Hèracles. El segon d'ells consistia a matar la Hidra de Lerna, un monstre amb forma de serp de diversos caps, que habitava a la llacuna propera a la ciutat.
Un cop va arribar al pantà, Hèracles es va enfrontar a l'Hidra. Va intentar tallar els caps de la bèstia però per cadascuna que tallava creixien altres dues. Mentre tots dos lluitaven, Hera envia en ajuda de la bèstia Càrcinos, un cranc gegant que habitava també per la zona. El cranc va atacar amb les seves pinces Hèracles als peus per despistar i que l'Hidra pogués matar-lo, l'heroi grec, enfurismat, el va aixafar amb el seu taló i va continuar la batalla.
Amb l'ajuda de Iolau, el seu nebot, va trobar la forma de derrotar el monstre, aplicant foc en els colls tallats abans que creixessin nous caps; així, Hèracles va poder acabar amb l'Hidra. Va enterrar el cap principal, encara xiulant, ja que era immortal, sota una gran roca prop del camí de Lerna a Eleu. A més, va obrir en canal la bèstia per mullar en els seus fluids interns les puntes de les seves fletxes, i des de llavors era mortal qualsevol ferida causada amb aquestes.
Aquest treball va ser un dels considerats com no vàlids per Euristeu, ja que Hèracles va rebre l'ajuda del seu nebot per portar-lo a terme.

### Catasterisme

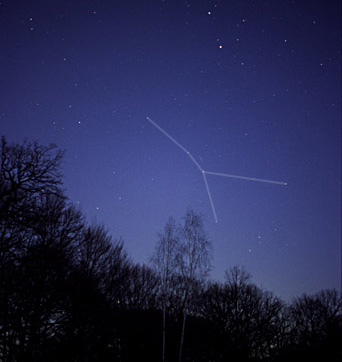
Constel·lació de Càncer

Un catasterisme és el relat de la transformació d'un personatge de la mitologia grega en un estel o constel·lació. Segons el mite, Hera, agraïda pel valent però infructuós esforç de Càrcinos, el va posar al cel, creant la constel·lació de Càncer al Zodíac. Va ser situat al costat del Lleó, la figura posada per Zeus en commemoració de la mort del Lleó de Nèmea a les mans del seu fill Hèracles en el primer dels seus treballs.

### Variants del mite
Igual que la figura de l'Hidra, Càrcinos té diverses variants en funció del que l'autor de la versió reculli al seu text:
- Respecte a la seva mateixa existència, com a element secundari del mite de l'Hidra, diverses versions no esmenten el personatge de Càrcinos al segon treball d'Hèracles. Aquest fet se sol explicar amb la hipòtesi que fou introduït en el relat principal per influència mesopotàmica, en l'intent dels astròlegs d'associar els treballs d'Hèracles als dotze signes del Zodíac.[4][13]
- Pel que fa al nom amb el qual se l'anomena, com ja s'ha indicat, freqüentment s'omet o canvia el nom del personatge, substituint-lo simplement per cranc o pel seu nom romà, Càncer.[3][15] Puntualment rep epítets com «Lernaeus», per la seva procedència, en De re rustica de Columel·la[16] o «Littoreus», presumiblement pels seus costums, a Les Metamorfosis d'Ovidi[17] y Astronomicon de Manili,[18] i Astronomicon de Manili, tal com indica William Smith a la seva obra, A Dictionary of Greek and Roman Antiquities.[19]

- En funció de la forma en què Càrcinos ataca Hèracles segons la versió o traducció del text, tenallar, picar o mossegar-lo en són les més freqüents.[1][12][14] No obstant això, les diferents versions coincideixen que el seu atac era un element de distracció per a Hèracles, amb la intenció de desequilibrar el combat a favor de l'Hidra, sense constituir un oponent que pogués per si mateix acabar amb l'heroi grec.

## El mite segons els clàssics
El cranc Càrcinos no apareix en totes les versions del mite del segon treball d'Hèracles i, per tant, en aquells textos relacionats, principalment sobre mitologia o astronomia, que han arribat a l'actualitat; per exemple, al cèlebre poema cap a 275 aC d'Arat, Fenòmens (que descriu les constel·lacions i altres cossos celestes, comentant per a alguns d'ells el mite associat) tan sols s'esmenta la constel·lació de Càncer per ubicar els  Ases  i el  Pessebre :
429/5000
| «                          | Observa també el Pessebre. Semblant a una petita nebulosa, marxa englobat en el Cranc en direcció nord; entorn seu giren dues estrelles que brillen poc, ni molt allunyades ni molt a prop seu, sinó que, a simple vista, es diria que estan a un colze de distància si fa no fa; 1 està a el Nord, l'altra està orientada a Sud. Se'ls anomena els Ases i enmig hi ha el Pessebre. | » |
| — Arat, Fenòmens, 892-896. | |   |

Com s'ha apuntat anteriorment, aquest fet se sol atribuir a la teoria que aquests cossos tingueren una història d'origen grec anterior a l'associació de la constel·lació amb un cranc per influència probablement mesopotàmica, on la constel·lació apareix amb el nom Al·lul, 'cranc' en sumeri.
Als Catasterismes (obra recopilada cap al segle i aC en què es narren les transformacions de personatges de la mitologia en estels o constel·lacions), atribuïts erròniament a Eratòstenes (segle iii aC), es troba la referència més antiga del mite:
| «                                     | Cranc: es pensa que va ser col·locat entre les constel·lacions per Hera, ja que va ser l'únic que, mentre els altres lluitaven de la banda d'Hèracles quan aquest va matar l'Hidra, sortint de la llacuna li va picar al peu, tal com diu Paniasis al seu Heraclea. I és sabut que Hèracles, enfurismat, el va aixafar amb el peu, per aquest motiu va obtenir el gran honor de ser comptat entre els dotze signes del Zodíac. | » |
| — Pseudo-Eratòstenes, Catasterismes . | |   |

A part de la mateixa versió del text, destaca l'esment a l'Heraclea del poeta del segle v aC Paniassis d'Halicarnàs, de qui amb prou feines es conserven uns fragments, com a referent (el primer del qual hi ha constància en l'actualitat) a la versió exposada del mite.
Al diàleg Eutidem, Plató fa referència al segle iv aC al mite en un diàleg entre Sòcrates, Critó, Eutidem i el seu germà Dionisodor, Clínies i Ctesip; el text és una crítica als sofistes, que utilitzen fal·làcies (sofismes) per als seus raonaments:
| «                       | […] En efecte, jo sóc molt més feble que Hèracles, que no podia lluitar contra l'Hidra, aquesta sofista, que per la seva saviesa -cada vegada que li tallava un cap a un raonament- en treia moltes en comptes d'una, i també contra un altre sofista de la mar, un cranc, que recentment segons em sembla, va desembarcar. Quan aquest el va molestar així i li va parlar des de l'esquerra i el va mossegar, [Hèracles] va cridar en la seva ajuda al seu nebot Iolau, que el va ajudar prou. […] | » |
| — Plató, Eutidem, 278c. | |   |

Amb la utilització del mite, el personatge de Sòcrates es burla dels germans sofistes i els seus raonaments en comparar-los amb els monstres Hidra i Càrcinos.
A l'Astronomia poètica, obra de catasterismes tradicionalment atribuïda a Higí (segle i aC), també es fa esment al mite en la versió més difosa:
| «                                                     | Es diu que el Cranc va ser posat entre les estrelles per Juno, perquè, quan Hèrcules s'enfrontava a l'Hidra de Lerna, va sortir del pantà i li va mossegar al peu. Hèrcules, enfurismat, el va matar, i Juno li va posar entre les constel·lacions per ser un dels dotze signes units pel circuit del sol. | » |
| — Higí: Astronomia poètica (Astronòmica), 13: Cranc . | |   |

A part de la mateixa versió del text, destaca la menció a la Heraclea del poeta del segle v aC.Paniassis d'Halicarnàs, de qui amb prou feines es conserven uns fragments, com a referent (el primer de què hi ha constància en l'actualitat) a la versió exposada del mite.
| «                                                   | Com a segon treball Euristeu li va ordenar a Hèracles matar l'Hidra de Lerna. … Un cranc gegant va acudir en ajuda de l'hidra mossegant-li al peu. Per això, el va matar i va demanar ajuda a Iolau… | » |
| — Pseudo-Apol·lodor, Biblioteca mitològica , 2.5.2. | |   |

En contrapartida, altres tants autors clàssics no esmenten als seus textos Càrcinos al mite de l'Hidra, com Hesíode a la Teogonia, Pausànies a la seva Descripció de Grècia, Diodor de Sicília a la seva obra Bibliotheca historica, o Eurípides a Hèracles, la qual cosa incideix en el caràcter secundari del personatge que fa el segon treball d'Hèracles.

## Interpretacions del mite

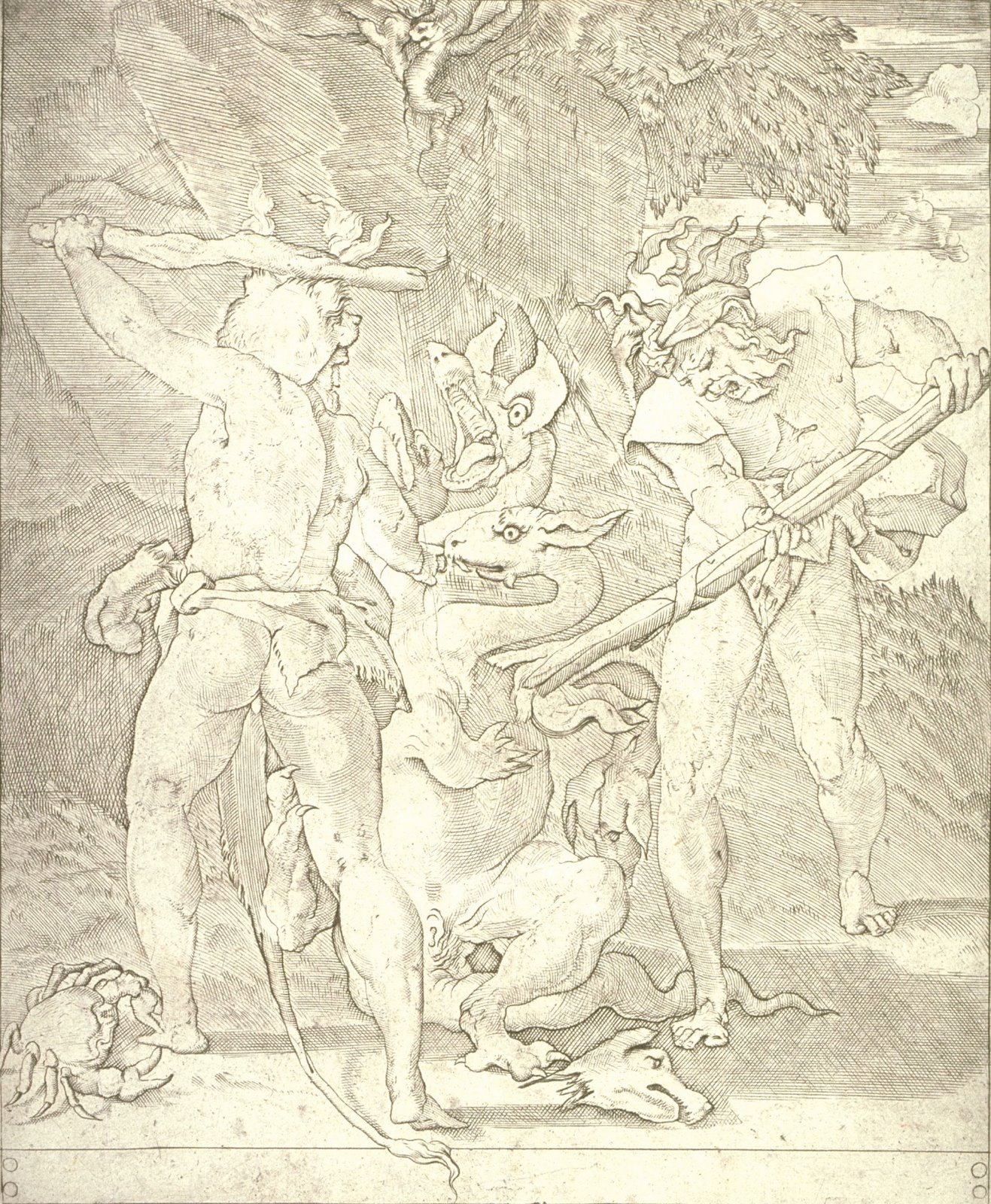
Gravat de Giovanni Jacopo Caraglio

Els mites disposen, per norma, de lectures no literals per les quals els relats fantàstics reflecteixen de forma al·legòrica o simbòlica fets, situacions o comportaments en la realitat. Al segon treball d'Hèracles se li han atribuït diverses interpretacions al llarg de la història.
- Una interpretació bèl·lica, per la qual, segons el peripatètic Palèfat,[20] el mite s'associa amb la destrucció de Lerna, sota influència minoica, pels pobles premicènics cap al segle xxii aC. L'Hidra es correspondria amb el palau de Lerna, els múltiples caps amb els arquers i hoplites de la ciutat i Càrcinos amb un mercenari que dirigiria forces de suport per a la defensa. Els exèrcits derrotats, la ciutat incendiada i el palau soterrat sota un túmul generarien les analogies utilitzades posteriorment en el mite.[4][30]
- Una interpretació geològica, en la qual, segons l'evemerístic Servi Maure Honorat,[31] s'identifica l'Hidra amb el pantà de Lerna i els seus caps amb les fonts o rius subterranis que l'alimentaven, frustrant els intents de dessecar la zona per sanejar-la.[13]
- Una interpretació religiosa, per la qual la mort de l'Hidra a mans d'Hèracles es correspon amb la supressió, per part dels pobles invasors d'aqueus o doris, dels ritus de fertilitat autòctons de Lerna, realitzats per sacerdotesses que difonien la influència minoica procedent de Creta.[13]
- Una interpretació astronòmica, en la qual els personatges representen cossos celestes en una determinada situació; Hèracles destrueix l'Hidra i el Cranc tal com la llum del Sol esvaeix les constel·lacions durant l'alba, en sorgir l'astre per l'horitzó.[32][33]
- Una interpretació esotèrica, per la qual es relaciona els múltiples caps de l'Hidra amb els mals pensaments i desitjos, a vèncer per l'individu en el seu creixement personal.[34]

## Morfologia
Els autors clàssics que esmenten Càrcinos en el mite de l'Hidra no ofereixen als seus textos descripcions de la forma o tipus de cranc més enllà de la puntual al·lusió a la notable grandària de l'espècimen. Aquest buit en la descripció ha provocat la diversitat en el tipus de crustaci que apareix en les representacions del personatge, mostrant a discreció de l'artista tant crancs de riu (d'aspecte similar a petits llamàntols, amb un cefalotòrax i abdomen ben diferenciats) com crancs de mar (amb un abdomen reduït a poc més d'un apèndix sota el cefalotòrax).
Els escrits de naturalistes o geopònics clàssics, com Aristòtil, Plini el Vell o Cassià Bas, i els estudis moderns en carcinologia permeten fer-se una idea de les espècies de crancs conegudes que influirien en la imatge mental que les gents obtindrien en escoltar el mite, així com en les representacions artístiques que se n'han realitzat:
- Respecte als crancs de riu, les espècies més difoses per Europa i al voltant del Mediterrani són Austropotamobius pallipes, Austropotamobius torrentium i Astacus astacus, de la família "Astacidae".[36][37] Altres espècies comunes en l'actualitat, com Pacifastacus leniusculus o Procambarus clarkii, van ser introduïdes durant el segle xx, i afectaren greument les poblacions autòctones de crancs a causa de l'afanomicosi, malaltia produïda pel fong Aphanomyces astaci, del qual són portadores.[38]
- Quant als crancs de mar, d'entre les nombroses espècies que tenen com a hàbitat el mar Mediterrani, algunes de les més comunes són Carcinus aestuarii, Cancer pagurus o Portunus pelagicus.[39][40][41]

Dels crancs citats, són els espècimens de Cancer pagurus els més voluminosos, amb una amplària de closca d'uns 24 cm, i el màxim registrat n'és de 30 cm.

## Influència en l'art

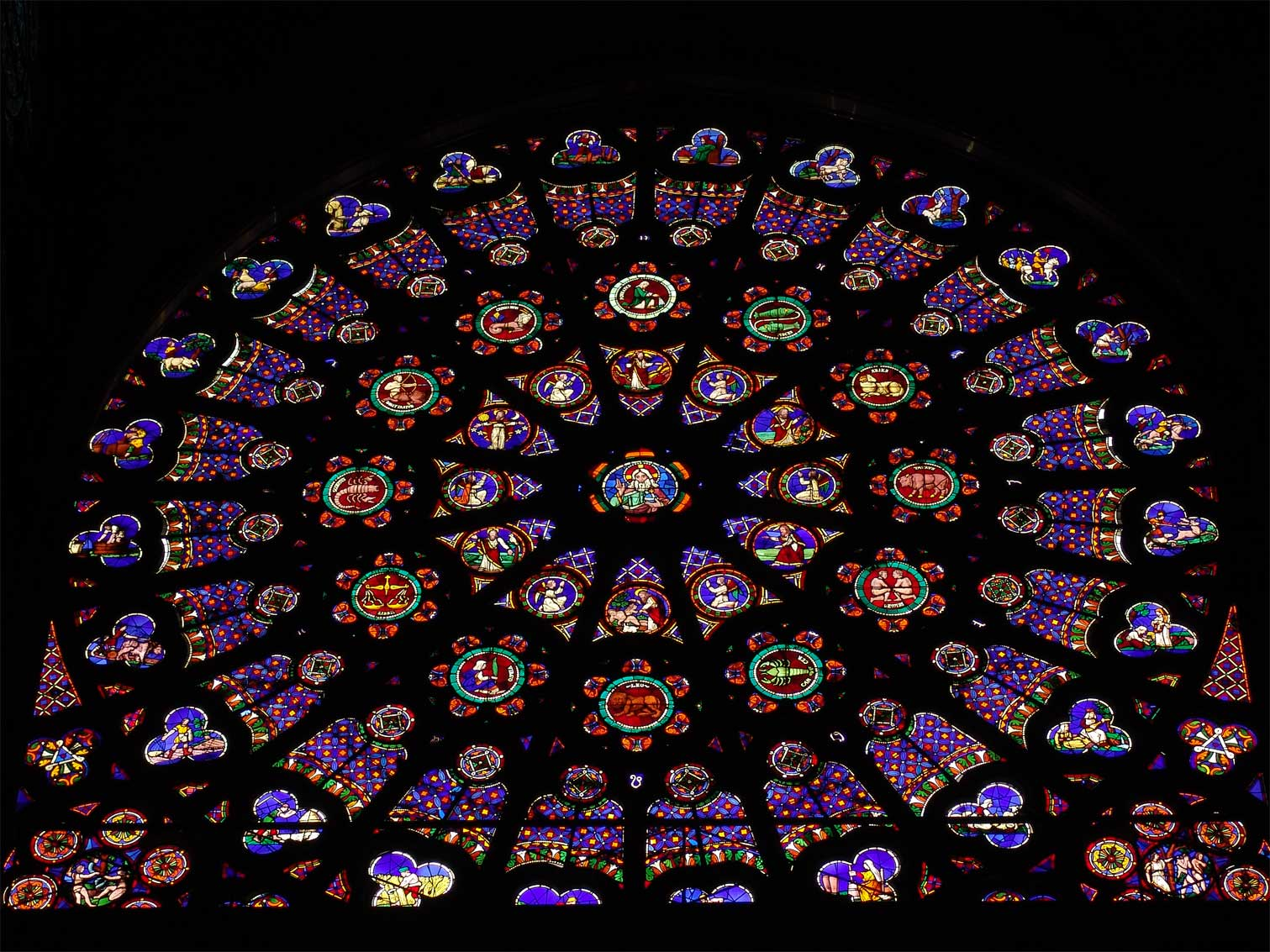
Rosassa de la catedral de Saint-Denis

El personatge de Càrcinos apareix representat en l'art principalment com a part del mite de l'Hidra, com a signe zodiacal o com a constel·lació dels mapes celestes.
Les tècniques artístiques utilitzades en les seves representacions són diverses; en destaca la ceràmica de l'antiguitat, els relleus i vidrieres de l'edat mitjana, els gravats renaixentistes o els dibuixos en els atles d'astronomia dels últims segles del segon mil·lenni.
D'altra banda, com s'ha indicat, no hi ha unanimitat en la tipologia de cranc que correspondria al personatge, mostrant-se tants crancs de riu com de mar.

### Sobre el mite

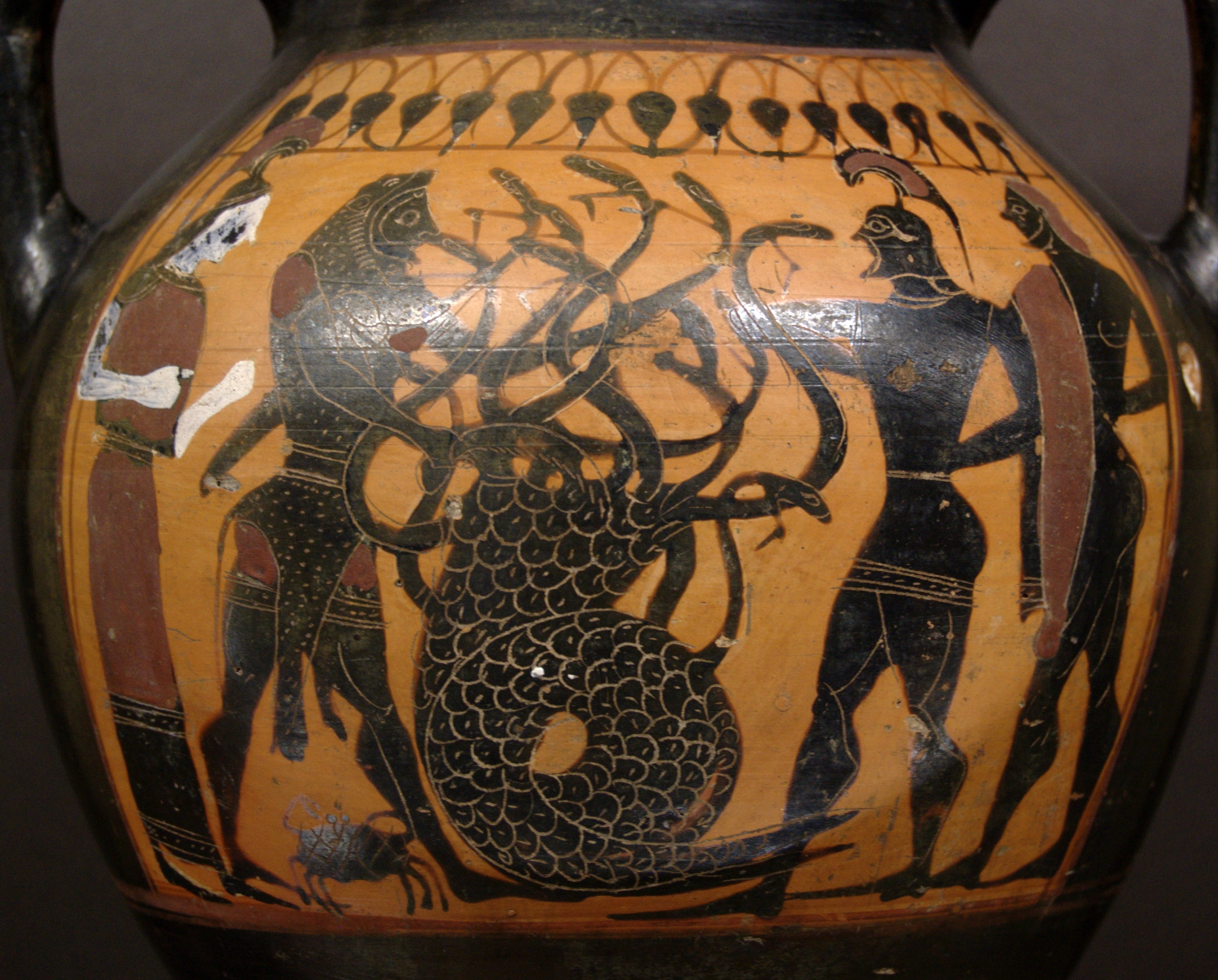
Detall en àmfora àtica (540-530 aC). Museu del Louvre

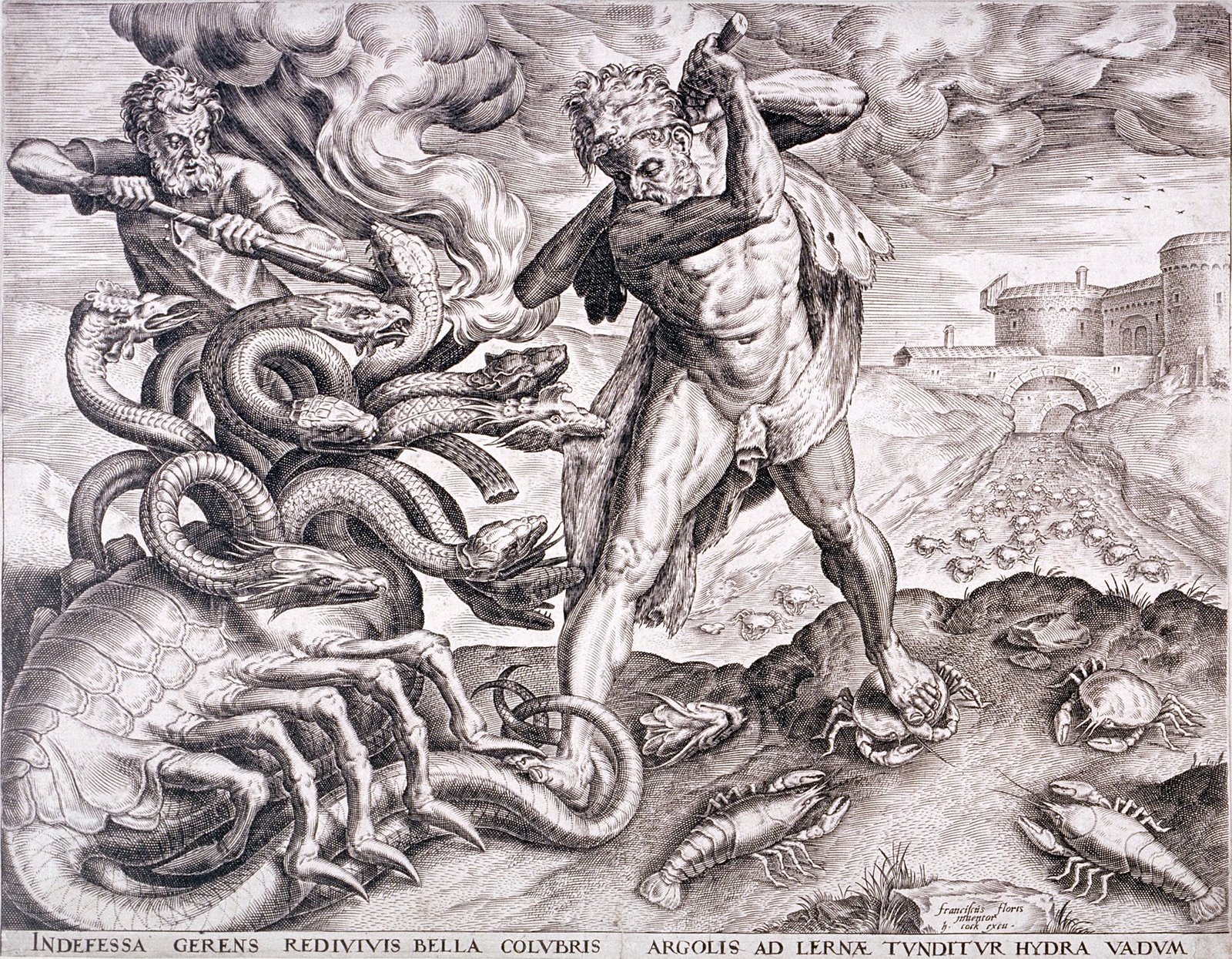
Gravat de Cornelis Cort (circa 1565)

Entre els dotze treballs d'Hèracles, el segon és un dels que més freqüentment ha estat representat en l'art, especialment pels artistes postclàssics, tant en pintura com en escultura; no obstant això, d'igual manera que en els escrits, no totes les representacions artístiques del mite inclouen la figura de Càrcinos.
Durant l'antiguitat clàssica, destaquen els exemples de decoració en ceràmica trobats en lècits, hidres, aríbals i altres tipus de gots grecs, habitualment dels segles VI i V aC i pertanyents als estils de figures negres i vermelles predominants a l'època. En aquestes representacions, Càrcinos és mostrat generalment com un cranc de mar.
Durant el segle xvi, en ple Renaixement, es van realitzar diversos gravats que representaven els treballs d'Hèracles. En part dels que mostren la lluita contra l'Hidra de Lerna, també apareix la figura de Càrcinos; d'aquests, alguns dels més rellevants són les obres dels artistes següents:
- Hans Sebald Beham, impressor alemany considerat un dels més importants dels petits mestres, el grup d'artistes alemanys que es van especialitzar en gravats per influència d'Albrecht Dürer. En la seva obra, Càrcinos apareix en forma de cranc de riu.
- Giovanni Jacopo Caraglio, gravador italià, pupil de Marcantonio Raimondi, es va especialitzar en la realització de reproduccions de pintures renaixentistes, sobretot les de Rafael. Càrcinos apareix en forma de cranc de mar.
- Cornelius Cort, gravador neerlandès que va col·laborar de forma habitual amb Tizià. En la seva obra, Càrcinos apareix en forma de cranc de mar, encara que apareixen molts altres crancs, tant de riu com de mar, que envolten o es dirigeixen a Hèracles.

El 1634, el pintor espanyol del segle d'or Francisco de Zurbarán va pintar el quadre a l'oli Hèrcules lluita contra l'hidra de Lerna, inspirant-se en el gravat esmentat de Cornelius Cort. En l'actualitat, està exposat al Museu del Prado, a Madrid.

### Zodíac

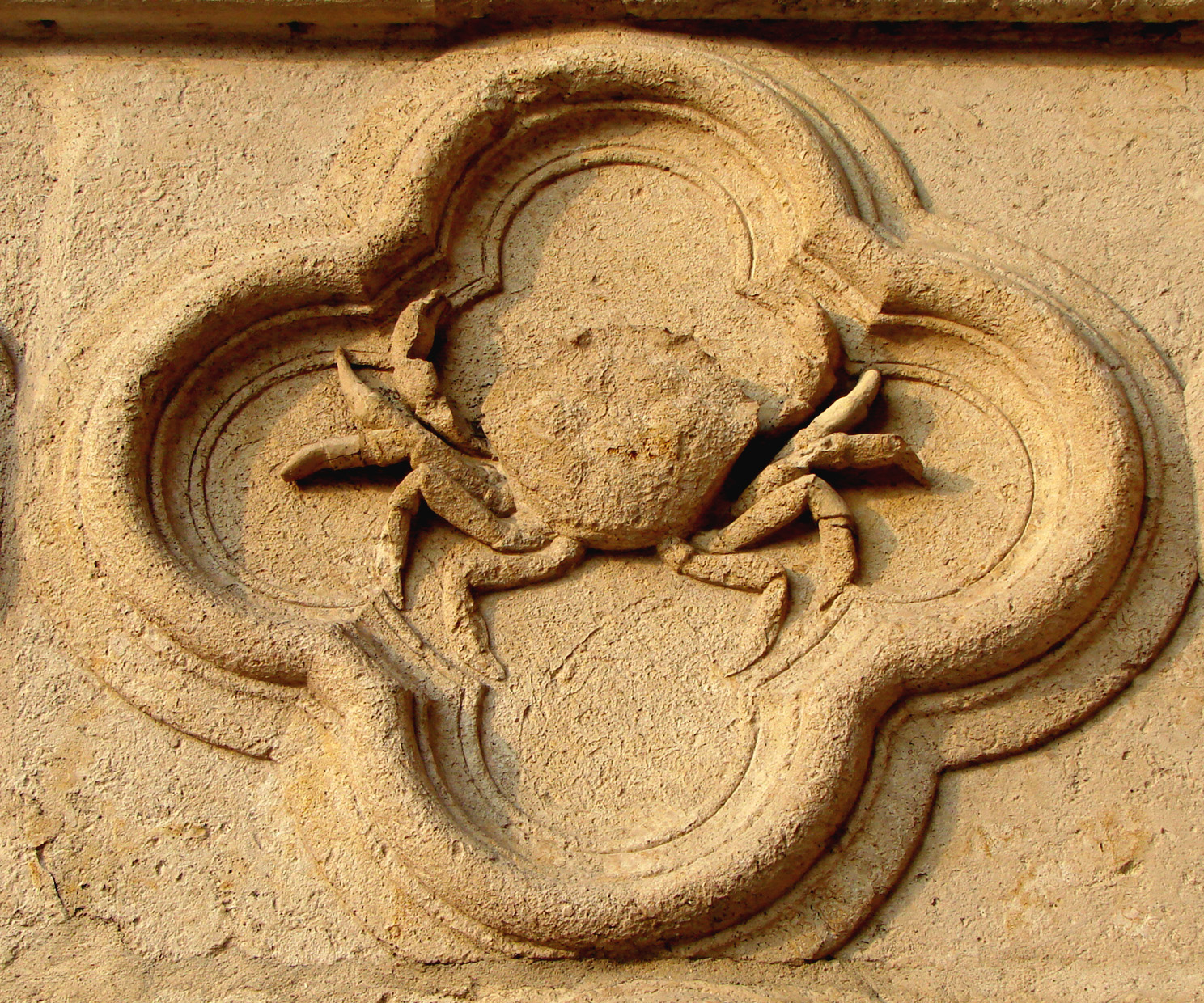
Relleu en la catedral d'Amiens

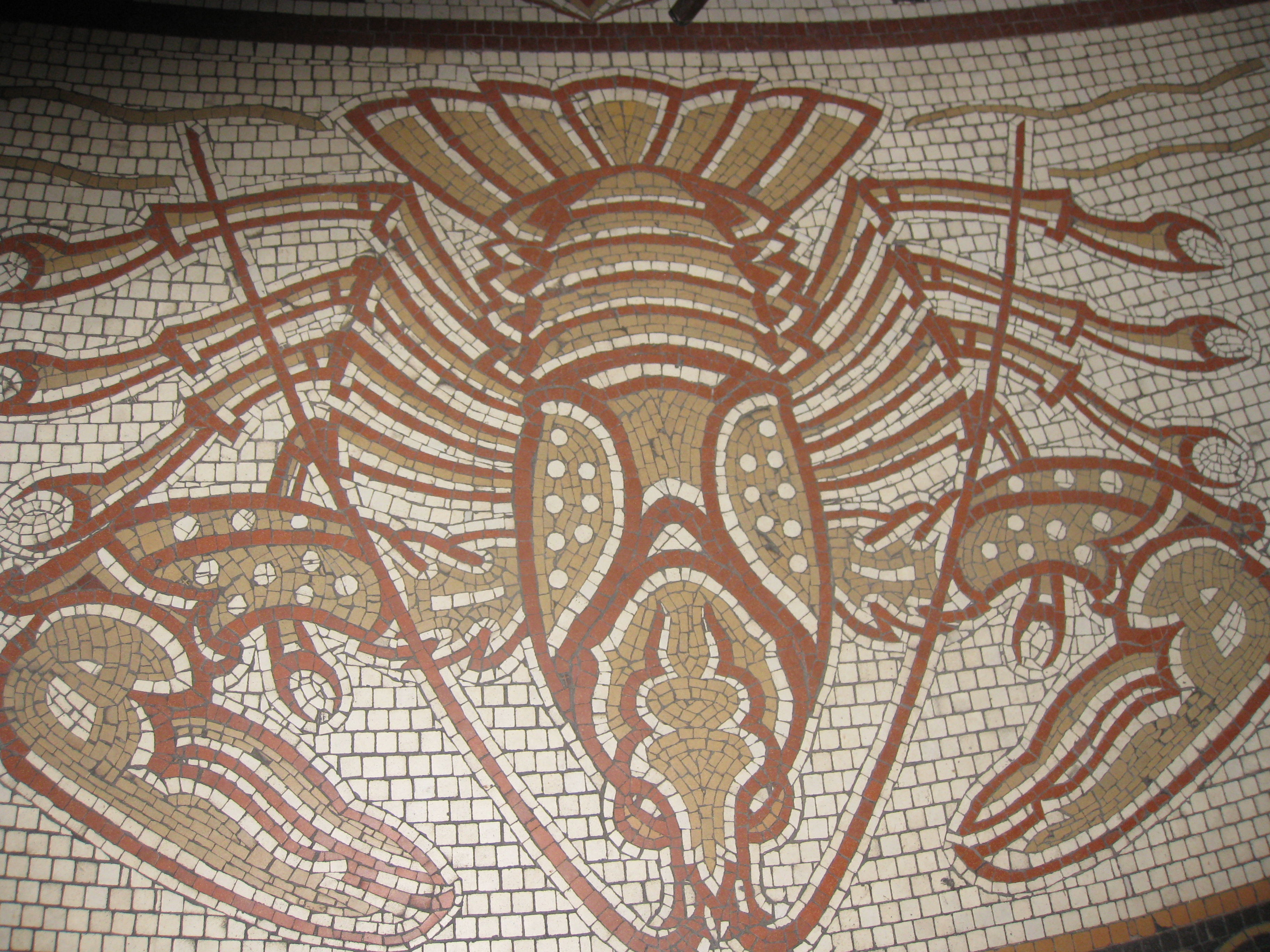
Mosaic en l'abadia d'Hagia Maria

Malgrat el seu origen pagà i el rebuig general de les esglésies cristianes, els signes del Zodíac s'han representat freqüentment en l'art medieval, concretament en relleus, pintures i vidrieres de les mateixes esglésies. Alguns dels temples on es poden trobar aquestes representacions són:
- La basílica romànica del segle xii de Sant Isidor a Lleó, Espanya, on apareixen els signes zodiacals en el principal accés al temple.[50] Càncer apareix en forma de cranc de mar.
- La basílica gòtica del segle xii de Saint-Denis, França, en la qual es troba una rosassa on els signes del Zodíac envolten Crist. Càncer apareix en forma de cranc de riu.
- L'església romànica del segle xii de Sant Austremòni a Issoire, França, en què apareixen relleus amb les figures del Zodíac. La forma de Càncer recorda un cranc de mar, però l'aparença grotesca és més propera a una gàrgola.
- La catedral gòtica del segle xiii de Chartres, França, en la qual en una de les principals portes es troben relleus amb els signes zodiacals envoltant la figura de Crist. A més, a l'interior es troba una vidriera en què també apareixen aquests motius.[51] Càncer apareix en forma de cranc de mar.
- La catedral gòtica del segle xiii d'Amiens, França, en la façana de la qual apareixen relleus amb els signes del Zodíac. Càncer apareix en forma de cranc de mar.
- La catedral gòtica del segle xiii de Sant Pere de Bautzen, Alemanya, en la qual una escala de fusta està decorada amb els signes zodiacals.
- L'abadia benedictina d'Hagia Maria, construïda sobre la muntanya Sió a Jerusalem a principis del segle xx, on es conserva un mosaic circular amb les figures del Zodíac. Càncer apareix en forma de cranc de riu.[52]

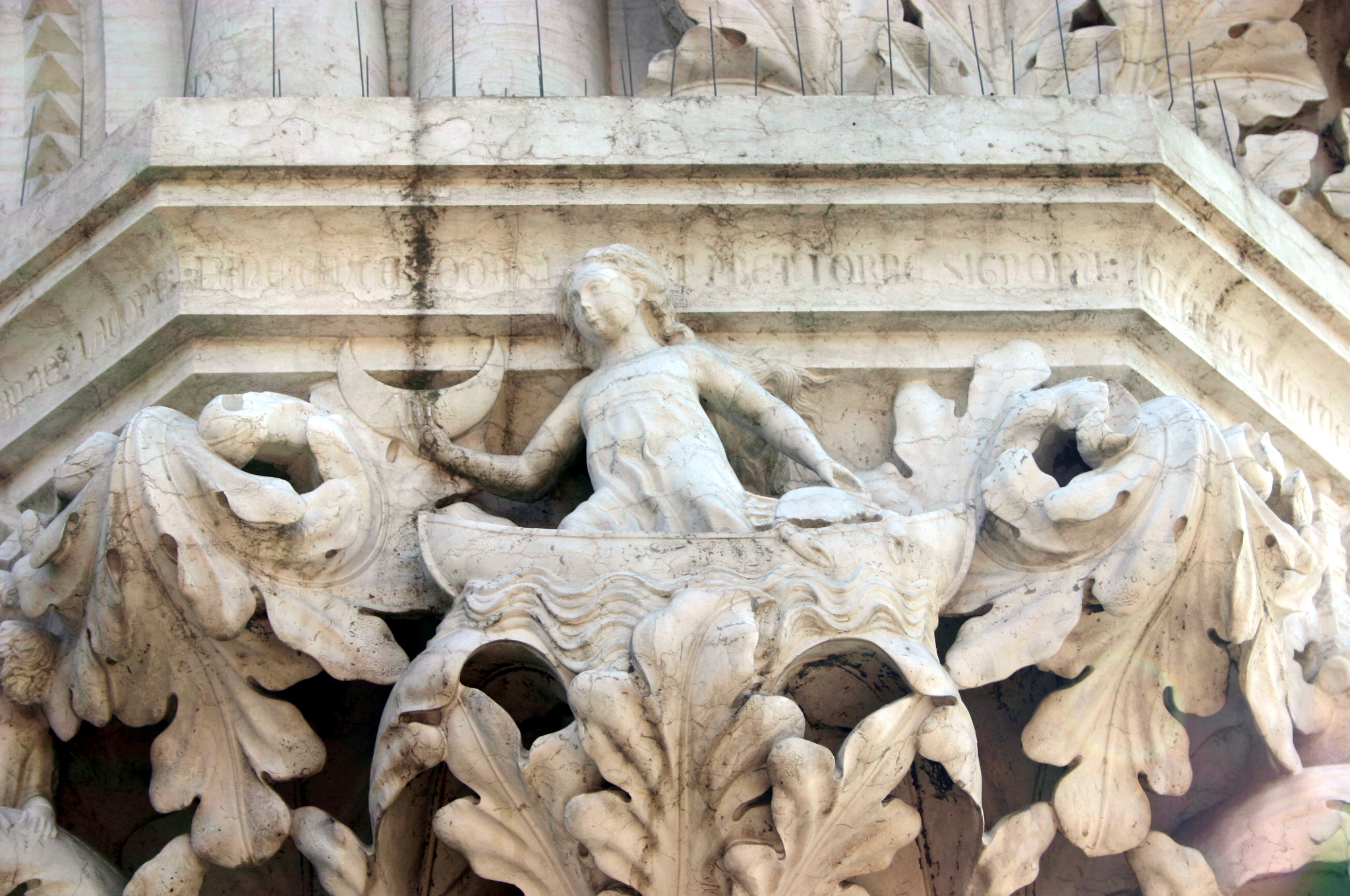
Capitell d'una columna del palau Ducal de Venècia

Un altre exemple se'n pot veure al Palau Ducal de Venècia, edifici gòtic al costat de la plaça de Sant Marc, utilitzat com a residència pel dux, seu del govern, tribunal i presó. Part dels capitells de les columnes estan decorats amb motius sobre els planetes del sistema solar i signes del Zodíac; en concret, un d'aquests mostra Càncer i la Lluna, el seu astre regent. Càncer es representa com un cranc de mar mentre que la Lluna és una figura femenina, tots dos sobre una barca.
En un altre àmbit, el pintor i compositor lituà Mikalojus Konstantinas Čiurlionis, pertanyent al modernisme i simbolisme, va realitzar el 1907 un cicle de dotze quadres denominat Zodiakas ('El Zodíac'); Vėžys (Càncer) representava el signe de Càrcinos, en forma de cranc de riu.

### Mapes celestes

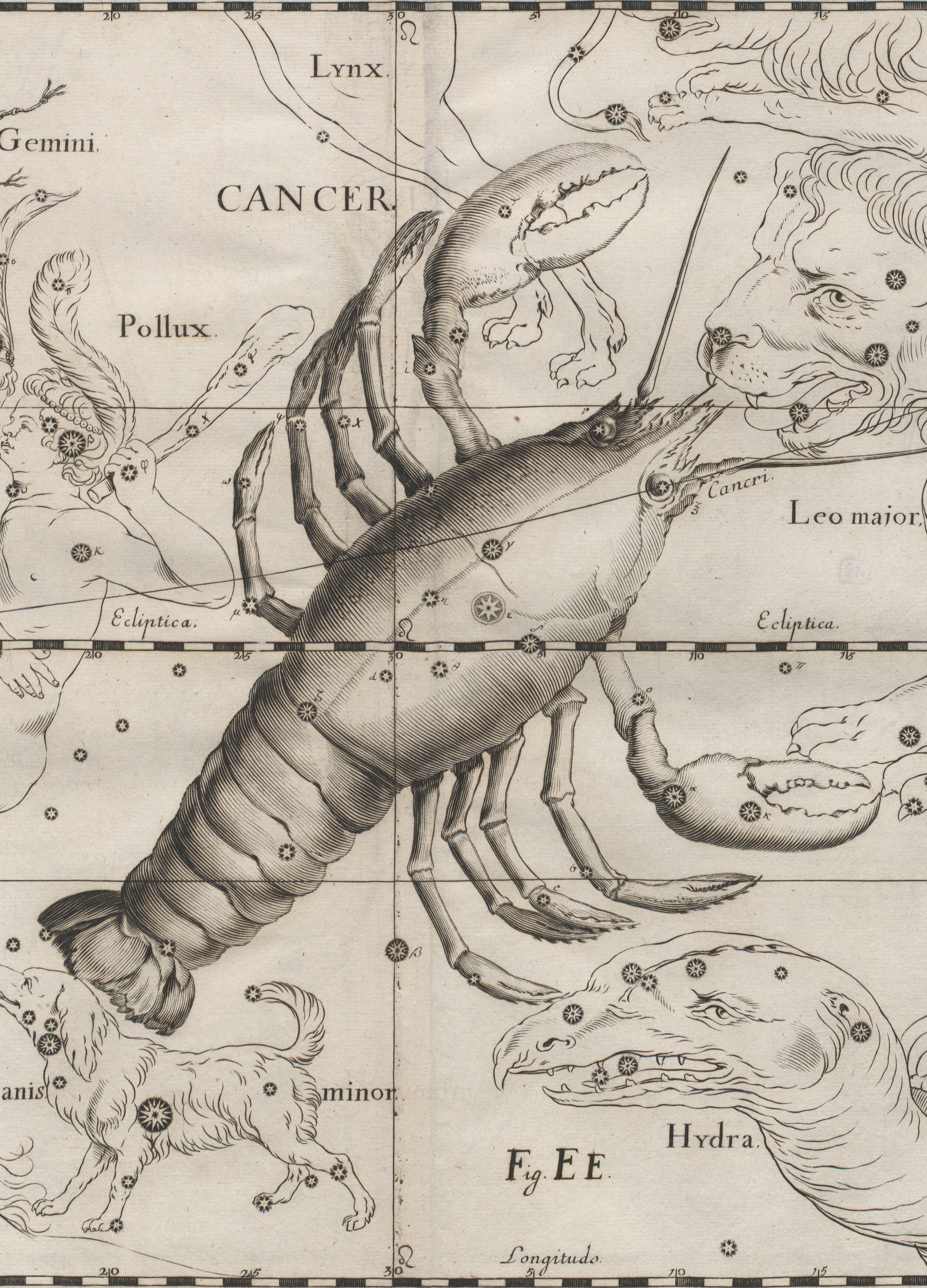
Constel·lació de Càncer segons Hevelius

En els mapes celestes es representa la distribució dels principals objectes astronòmics visibles des de la Terra. Aquests mapes, que van tenir el seu auge entre els segles XV i XIX, són freqüentment decorats amb figures que ajuden a interpretar o reconèixer les constel·lacions mostrades. A continuació, s'enumeren alguns exemples dels mapes més rellevants:
- El manuscrit en Àrab Kitab al-Bulhan, d'Abd al-Hasan Al-Isfahani; recopilat a la fi del segle xiv, tracta sobre astrologia, astronomia i geomància.[54] Càncer es representa com un cranc de mar.
- Uranometria, publicat el 1603 per l'astrònom alemany Johann Bayer; destaca per ser la primera obra que representa l'esfera celeste completa.[55] Càncer es representa com un cranc de riu.
- Firmamentum Sobiescianum, de l'astrònom polonès Johannes Hevelius; va ser publicat el 1690 de forma pòstuma i afegia set noves constel·lacions a les reconegudes en l'època.[56][57] Càncer s'hi representa com un cranc de riu.
- Uranographia, de l'astrònom alemany Johann Elert Bode, publicat el 1801 i del qual es diu que marca la fi de la tendència de mapes que conjugaven el rigor científic amb la qualitat artística; començaren a diferenciar-se els textos destinats a professionals d'aquells per a aficionats en la matèria.[58] Càncer s'hi representa com un cranc de mar.

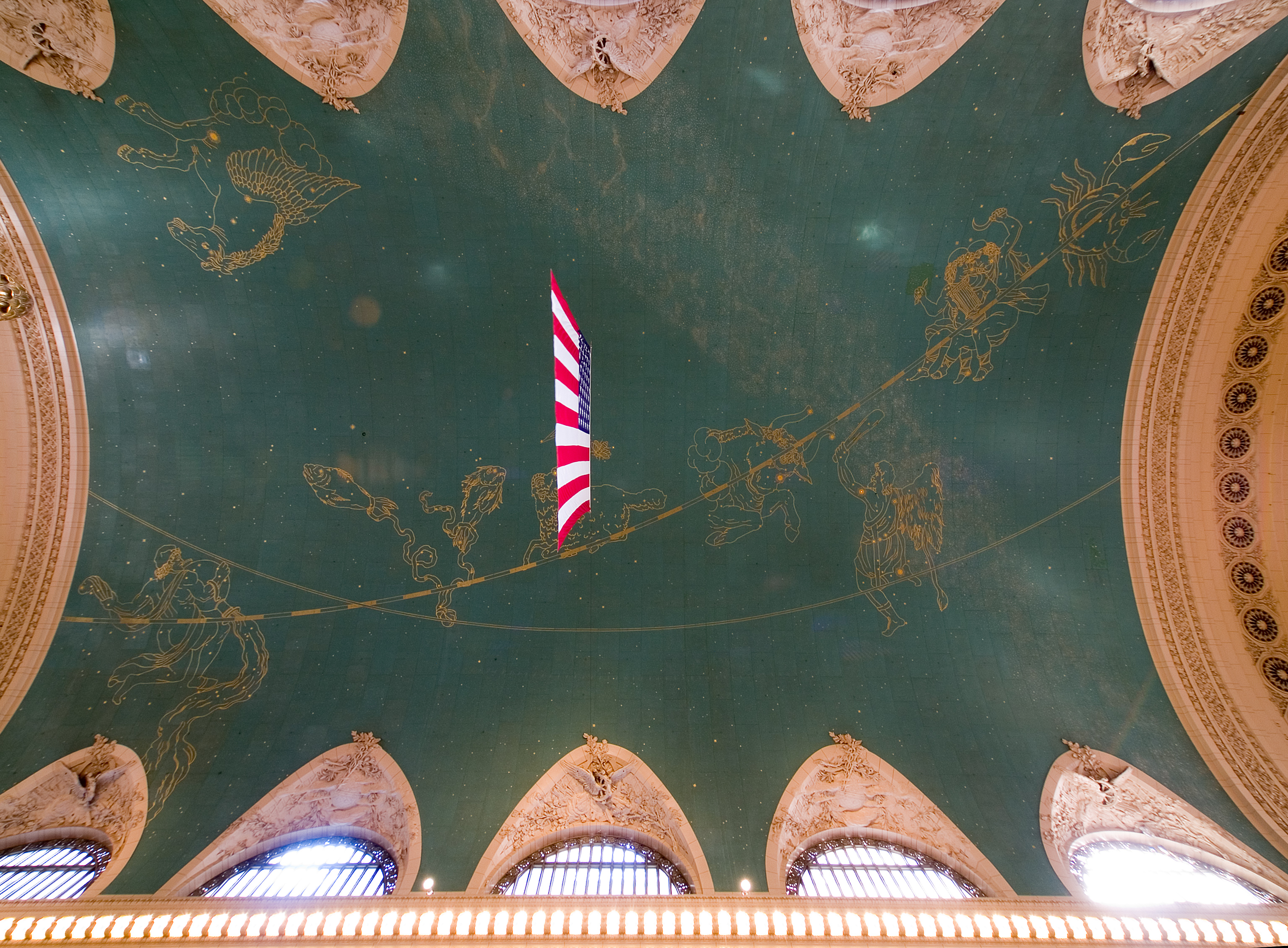
Sostre de l'estació Gran Central Terminal de Nova York

Un cas especial és el sostre de la Grand Central Terminal de Nova York, pintat el 1912 pel francès Paul César Helleu, on es mostra part d'un mapa celeste. El 1998, després de dotze anys de treballs de restauració en l'estació, aquesta obra va poder tornar a contemplar-se després de passar desapercebuda durant dècades per haver quedat enfosquida pel fum.

## Altres influències
La principal influència derivada del mite de Càrcinos ha estat la de servir com a nom per a la constel·lació de Càncer i el seu signe del Zodíac. D'altra banda, el personatge no està relacionat amb el cos celeste de la nebulosa del Cranc i el seu púlsar, situats a la Constel·lació del Taure; va ser en la dècada de 1840 quan William Parsons, astrònom i aristòcrata anglès, es va referir a la nebulosa com «del Cranc», per la semblança d'un dibuix que va realitzar sobre ella amb un crustaci.
Sobre les influències rebudes, el polímata nord-americà Richard Hinckley Allen exposa en la seva obra Star Names — Their Lore and Meaning (1899) que la constel·lació de Càncer també s'identificava per altres pobles, a part del grec i posteriors, amb un cranc:
| «                                                             | La constel·lació era coneguda com Cherjengh i Kalakang pels perses; Lenkutch, pels turcs; Sartono, pels sirians i potser pels posteriors caldeus; Sartán, pels hebreus; i A l'Saraṭān, pels àrabs; tots els termes equivalents a Càncer. | » |
| — R. H. Allen, Star Names - Their Lore and Meaning, pàg. 108. | |   |

Paul Jensen el relaciona amb la tortuga de Babilònia del quart mil·lenni aC, i ha estat associat també amb el Scarabaeus sacer d'Egipte del segon mil·lenni aC. Les primeres referències a un cranc apareixen durant la dinastia cassita mesopotàmica, sobre 1530 aC-1160 aC, i ja clarament en les taules de Mul·Apin, sobre 1100-700 aC, com Al·lul.
No obstant això, no ha arribat fins a l'actualitat un origen o influències clares sobre el personatge, més enllà de la hipòtesi de la creació per part dels antics astròlegs per associar les constel·lacions de l'Eclíptica amb els dotze treballs d'Hèracles, introduint en el mite de l'Hidra el personatge menor del cranc amb el qual aprofitar la figura tradicionalment reconeguda en la constel·lació.